# Georges Wildenstein
Georges Wildenstein (París, 1892-1963) fue un marchante de arte, coleccionista, editor e historiador de arte francés. Perteneció a una saga de marchantes que mantiene aún hoy una importante galería de arte, con sede principal en Nueva York.

## Biografía

### Una familia de marchantes de arte
Georges Wildenstein nació en una familia de amantes del arte. Su padre Nathan Wildenstein, hijo de un rabino, nacido en Fegersheim, en Alsacia en 1852, había comenzado la venta de pinturas del siglo XVIII en la década de 1870, primero en Carcassonne y luego en París, en la calle La Boétie. Nathan murió en 1934 dejando la herencia a su hijo George (1892-1963), que a su vez es padre de Daniel. Daniel tuvo dos hijos, Alec (1940-2008) y Guy (nacido en 1945 en los EE. UU.), que ahora llevan el negocio de la familia. Ciertos problemas de herencia (entre los hijos de ambos y la viuda de Daniel, Sylvia) han tenido amplia repercusión mediática.

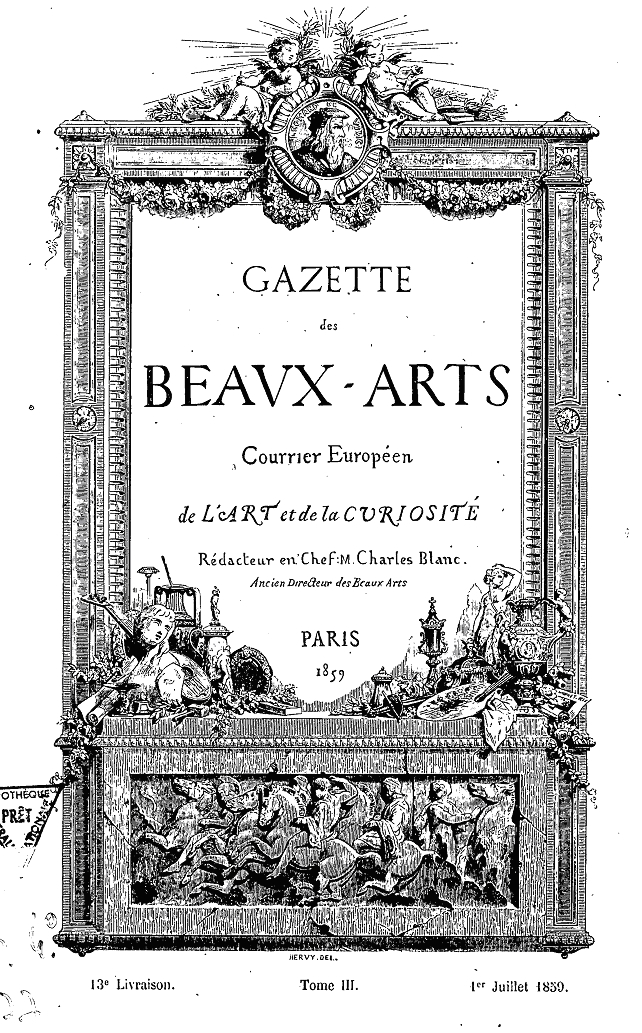
Gazette des Beaux-Arts.
Primer año, volumen III, del 1 de julio de 1859.

### Marchante, editor, y académico
Georges comenzó a trabajar en la galería fundada por su padre Nathan Wildenstein, antes de tomar el liderazgo en 1934. Dirigió la revista Gazette des Beaux-Arts, fundada por Charles Blanc, y fundó la revista Art. Especialista de la pintura francesa, publicó varios libros sobre el arte francés y catálogos razonados de la obra de Gauguin y de Chardin entre otros. Fue elegido miembro de la Academia de Bellas Artes en 1963 bajo la presidencia de Paul Léon. Su hijo Daniel Wildenstein le sucedió como director de la galería y la dirección de la Gazette des Beaux-Arts.

### Coleccionista
Fue amigo de Pablo Picasso, Salvador Dalí y Max Ernst. Llegó a un acuerdo con Paul Rosenberg para vender la obra de Picasso.
George atesoró una colección de más de 200 manuscritos iluminados. En 1981, su hijo Daniel Wildenstein donó al Museo Marmottan Monet los manuscritos.
Un Premio de Arte lleva su nombre.

### Museo de Arte de São Paulo
Wildenstein fue uno de los principales proveedores de Museo de Arte de São Paulo (MASP), lo que le vincula estrechamente a esta institución. Vendiendo en condiciones especiales al museo obras de Mantegna, El Greco, Goya, Bellini, Ingres, Delacroix y gran parte del núcleo de los impresionistas (Degas, Cézanne, Monet, Renoir, etc.) - Se convirtió en el principal acreedor del MASP. También donó algunas piezas de la colección, como una escultura de Honoré Daumier y Picnic durante la caza de François Lemoyne. A título póstumo, su hijo Daniel, en memoria de su padre, le dio al MASP un retablo del Maestro de Artés.